# Valknut

Valknut-Varianten:
Links die unikursale Kleeblattschlingen-Form (linkshändig); Rechts die trikursale Form ähnlich zu Borromäischen Ringen

Der oder die Valknut, deutsch auch Wotansknoten, ist ein dreieckiges Symbol mit verschiedenen Ausprägungen. Das Symbol wird mit der nordischen Mythologie in Zusammenhang gebracht und heute unter anderem im Neopaganismus und in Logos verwendet.

## Ausformungen
Es gibt zwei maßgebliche Valknut-Formen, zu denen aber auch jeweils Untervarianten existieren:
- Die trikursale Form besteht aus drei ineinander verschlungenen, jeweils in sich geschlossenen Dreiecken mit sechs Überschneidungen, topologisch gleichzusetzen mit Borromäischen Ringen. Eine rein moderne Variante hiervon ist auch paarweise verschlungen, so dass eine geschlossene Kette aus drei Gliedern entsteht, was bei echten borromäischen Ringen per Definition nicht der Fall sein darf.
- Die unikursale Form besteht aus einem einzigen, in sich verknoteten Polygon mit sechs Ecken, sechs Linien und drei Überschneidungen, welches sich aus einem Triqueta herleiten lässt, welche wiederum eine Form der Kleeblattschlinge darstellt. Hiervon gibt es topologisch linkshändige und rechtshändige Varianten.

## Namen und Bedeutung
Geläufig ist auch der Name Hrungnir-Herz, der sich auf eine Stelle der Snorra-Edda bezieht: Das Herz des Riesen Hrungnir bestehe aus hartem Stein und habe drei vorstehende Ecken (oder Hörner); nach seinem Tod sei es als Bildsymbol geritzt worden. Das  Aussehen des beschriebenen Symbols geht aus diesem frühen Textzeugnis nicht hervor: Zwar steht der Name Hrungnir-Herz heute weitgehend als ein weiteres Synonym für Valknut-Formen, doch es gibt auch weitere Triskelen-Muster mit Ecken oder Hörnern, so dass ein eindeutiger Zusammenhang nicht herstellbar ist.
Der Name Wotansknoten verweist auf den mythologischen Zusammenhang mit dem Gott Odin (auch Wotan, Woden), der in der germanisch-nordischen Götterwelt sehr unterschiedliche Rollen einnahm, darunter als Gott der Magie und des Todes. In vorchristlicher Zeit scheint der Wotansknoten funktional mit Kampf und Tod verbunden gewesen zu sein. Gotländische Bildsteine zeigen das Symbol in Verbindung mit Opferszenen (z. B. Stora Hammars, I), Schlacht- und Todesszenen (z. B. Lärbro Tängelgarda I, dort werden zwei Valknuten unter einem Pferd dargestellt, welches als Sleipnir gedeutet wurde) und ähnlichen Motiven, die in Verbindung mit „Tod im Kampf“ und Odin stehen können. Damit sieht Rudolf Simek den Bezug zu einem altnordischen Totenkult. In einem sehr ähnlichen Bedeutungszusammenhang steht auch die Triskele, ein weiteres dreifach-rotationssymmetrisches Symbol.
Die Folkloristin Hilda Ellis Davidson beschrieb die Annahme, dass das Zeichen ein Symbol sein könnte für die in einigen Legenden demonstrierte Fähigkeit Odins, spirituelle Bindungen zu knüpfen oder wieder zu lösen. Auf diese Weise habe er Gegner im Kampf hilflos gemacht, oder Willenskraft und Kampfeszorn bei seinen Gefolgsleuten entfesselt.
Auf dem Runenkästchen von Auzon befinden sich mehrere Triqueta-Symbole, die bei einer Deutungsmöglichkeit des Fundstücks als Wotansknoten interpretiert wurden. Einen rein ornamentalen Charakter scheine das Zeichen dort nicht gehabt zu haben, Alfred Becker postulierte in mehreren Aufsätzen einen Odinsbezug.
Der Name Valknut selbst wurde in der Moderne der Norwegischen Sprache entnommen: valknute ist zusammengesetzt aus valr (‚im Kampf erschlagener Krieger‘) und knut (‚Knoten‘), somit etwa „Knoten der Gefallenen“. Zu beachten ist, dass damit in der Herkunftssprache nicht bloß die Dreiecksform bezeichnet wird, sondern auch andere kunstvolle Knoten, darunter vier- und fünfschlingige Knoten wie das Schleifenquadrat oder der Türkische Bund. Diese Knoten finden sich in zahlreichen Wappen und traditionellen Handwerkserzeugnissen, wo sie oftmals auch bloß ornamental verwendet werden. Erst über die Englische Sprache, die mit the valknut nur das Dreiecks-Symbol verbindet, gelangte das Wort auch ins Deutsche, weshalb auch das zu verwendende Genus unklar ist. Die Fachsprache kennt auch Walknut als Eindeutschung parallel zur Walküre.

## Moderne Verwendung
Seit 1995 wird ein dem Valknut nachempfundenes Logo beim Deutschen Fußball-Bund verwendet. Das Symbol ist teilweise durchbrochen, um die Anfangsbuchstaben DFB darzustellen. Die schwedische Firma Svenska Cellulosa AB verwendet seit langem ein Valknut als Logo.
Anhänger des Germanischen Neuheidentums versuchen, die Symbolik der altnordischen Mythologie mit neuem Leben zu füllen. So wird der Wotansknoten etwa in Asatru als vielseitiges und magisches Zeichen des Gottvaters Odin gesehen und als individuelles Amulett verwendet. Anhänger sehen es als Zeichen für den Opfertod in der Schlacht, als Schutzzeichen gegen Gift oder als „Schicksalszeichen“ und Symbol für wahlweise die drei Nornen, die drei Existenzebenen (es sei darum auch hilfreich bei Trancereisen), die drei Lebensphasen Geburt, Leben und Tod oder auch drei Metgefäße des Skaldenmets, weshalb es Symbol der Dichtkunst sei.

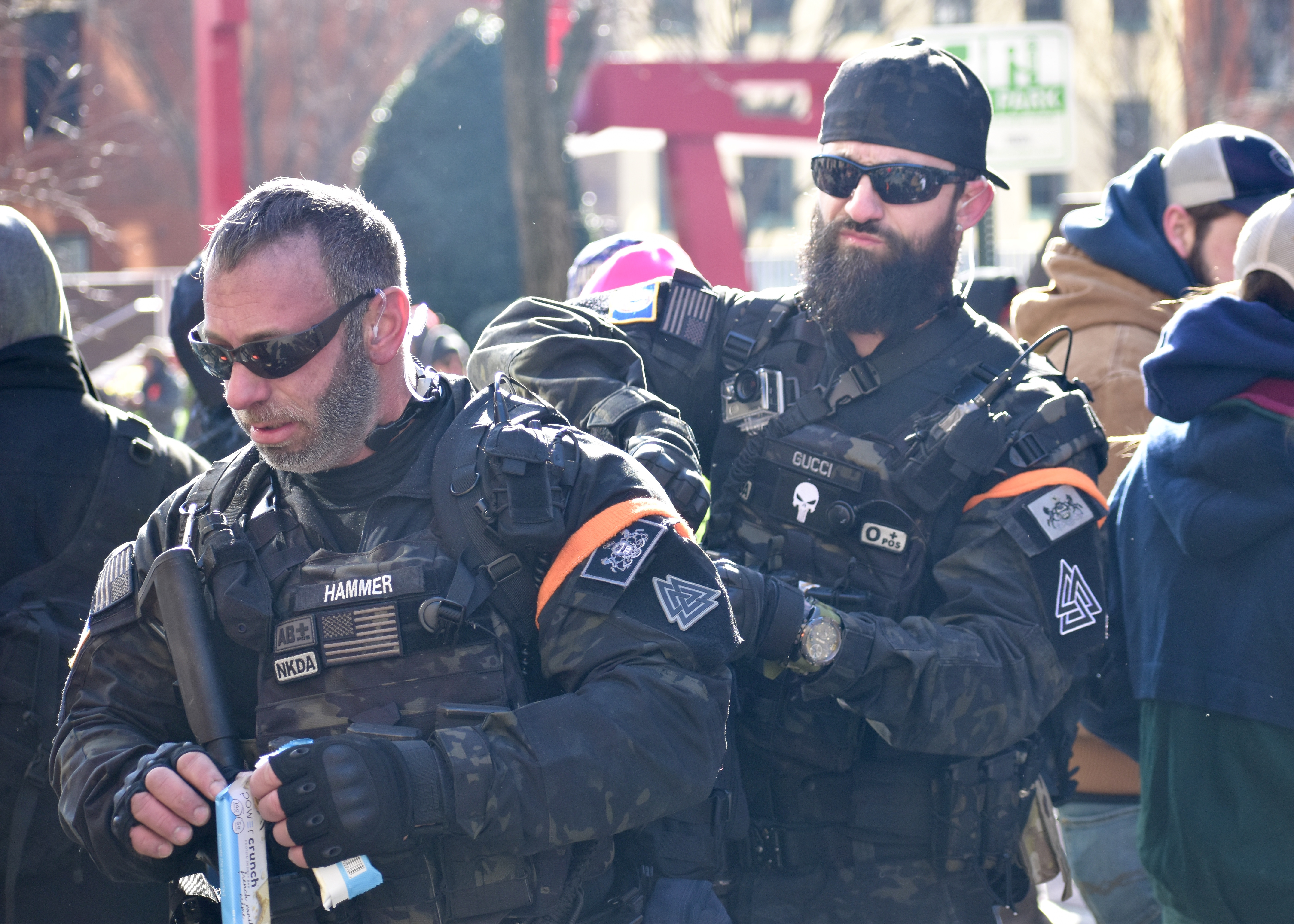
Milizionäre mit Valknut-Armbinden bei einem Aufmarsch in Richmond, Januar 2020

Neben dem Neuheidentum haben auch neurechte und neonazistische Gruppen das Symbol für sich entdeckt. Es ersetzt dann das nationalsozialistische Hakenkreuz, dem es bei entsprechender Ausgestaltung recht ähnlich sehen kann. In Deutschland wählte etwa der Aryan Circle Germany dieses Logo. In den USA ist das Valknut eines von vielen bekannten „Hass-Symbolen“, das seine volle Bedeutung im Zusammenhang mit weiteren seiner Art entfaltet. Es findet in der White-Supremacy-Szene vielfältige Verwendung, etwa als Tätowierung oder als Erkennungszeichen/Logo von „Bürgermilizen“.